# Ornithospila submonstrans
Ornithospila submonstrans är en fjärilsart som beskrevs av Walker 1861. Ornithospila submonstrans ingår i släktet Ornithospila och familjen mätare. Inga underarter finns listade i Catalogue of Life.